# Нормативи валютної позиції банку
Норматив загальної відкритої (довгої / короткої) валютної позиції банку (Н13) як елемент економічних нормативів діяльності банків обмежує валютний ризик банку. Охоплює також нормативи загальної довгої відкритої валютної позиції банку (Н13-1) та загальної короткої відкритої валютної позиції банку (Н13-2). Існування валютного ризику пов'язано із діяльністю банків на валютних ринках, яка полягає в управлінні активами та пасивами в іноземній валюті та в банківських металах.
Рисунок: Визначення валютних позицій банку

Валютний ризик оцінюється за допомогою валютної позиції банку, яка визначається як співвідношення балансових та позабалансових вимог і зобов'язань банку в кожній іноземній валюті та в кожному банківському металі. При їх рівності позиція вважається закритою, при нерівності — відкритою. Відкрита позиція є короткою, якщо обсяг зобов'язань за проданою валютою та банківськими металами перевищує обсяг вимог, і довгою, якщо обсяг вимог за купленою валютою та банківськими металами перевищує обсяг зобов'язань. При цьому довга відкрита валютна позиція при розрахунку зазначається зі знаком «плюс», а коротка відкрита — зі знаком «мінус».
Як показано на рисунку, для розрахунку валютних позицій банку спочатку за кожною іноземною валютою та кожним банківським металом обчислюється підсумок (сальдо), результатом якого в разі активного залишку є відкрита довга позиція конкретних валюти або металу, а в разі пасивного — відкрита коротка позиція. В наступному кроці із абсолютних значень активних залишків за кожною іноземною валютою та кожним банківським металом утворюється загальна довга відкрита позиція, яка у співвідношенні з регулятивним капіталом (РК) банку згідно з Н13-1 не повинна перевищувати 10 %. За допомогою аналогічних розрахунків на базі пасивних залишків підраховується загальна коротка відкрита позиція, яка у співвідношенні з регулятивним капіталом банку відповідно до Н13-2 повинна максимально дорівнювати 5 %. В останню чергу, загальна коротка та довга валютна позиція банку підсумовуються та їх сума утворює сукупну відкриту валютну позицію банку. У співвідношенні з регулятивним капіталом банку вона повинна відповідно до Н13 мати зна-чення не більше 30 %. Станом на 1.1.2009 року, Н13-1 становив 10,2192 %, Н13-2 — 3,204 %, а Н13 — 13,424 %.